# Giulia Tanno
Giulia Tanno (Obervaz, 5 maggio 1998) è una sciatrice freestyle svizzera, specialista dello slopestyle e del big air.

## Biografia
Giulia Tanno, nata a Lenzerheide, ha debuttato in Coppa del Mondo nel dicembre 2013 disputando la gara di slopestyle che si è svolta a Copper Mountain. Ha preso parte ai Mondiali di Kreischberg 2015 giungendo settima nello slopestyle e lo stesso anno ha partecipato pure ai Mondiali juniores a Chiesa in Valmalenco posizionandosi quindicesima nella stessa specialità.
Nel gennaio 2016 ottiene il suo primo podio in Coppa del Mondo, classificandosi seconda nello slopestyle a Mammoth Mountain. Alla sua seconda partecipazione ai campionati mondiali, a Sierra Nevada 2017, termina all'ottavo posto sempre nello slopestyle. Nel corso della stagione 2019-20 si aggiudica la Coppa del Mondo di big air, cosa che si ripeterà l'anno successivo.

## Palmarès

### Winter X Games
- 5 medaglie:
  - 2 argenti (big air a Fornebu 2018; big air a Fornebu 2019)
  - 3 bronzi (big air ad Aspen 2017; slopestyle ad Hafjell 2020; slopestyle ad Aspen 2024)

### Coppa del Mondo
- Miglior piazzamento in classifica generale: 8ª nel 2021
- Vincitrice della Coppa del Mondo di big air nel 2020 e nel 2021
- 14 podi:
  - 2 vittorie
  - 9 secondi posti
  - 3 terzi posti

#### Coppa del Mondo - vittorie
| Data             | Luogo           | Paese    | Disciplina |
| ---------------- | --------------- | -------- | ---------- |
| 1º dicembre 2017 | Mönchengladbach | Germania | BA         |
| 8 gennaio 2021   | Kreischberg     | Austria  | BA         |

Legenda:

BA = big air